# الدوري النمساوي 1986–87
الدوري النمساوي الممتاز 1986–87 (بالألمانية: Österreichische Fußballmeisterschaft 1986/87)‏ هو الموسم 76 من  بوندسليغا النمسا لكرة القدم. أشرف على تنظيمه اتحاد النمسا لكرة القدم، وكان عدد الأندية المشاركة فيه  12، وفاز فيه رابيد فيينا.